# Био бира
Био бира (на английски: Bio beer; на немски: Biobier), наричана също Еко бира (на английски: Eco beer; на немски: Biobier) или Органична бира (на английски: Organic beer) е название за сертифицирана бира, произведена с екологично чисти съставки и суровини, отгледани и преработени в съответствие с нормативни стандарти, изключващи използването на токсични химически вещества и по екологично чиста технология.

## История
До 19 век бирата, която се произвежда в света е изцяло органична, след което започва влагане на химически торове и пестициди в производството на ечемик и хмел. През 1980 г. пивоварната Пинкус Мюлер (Pinkus Müller brewery), базирана в Мюнстер, Северен Рейн-Вестфалия, Германия, произвежда първата в света био бира. За да подчертаят качеството на произвежданата от тях бира, много германски пивоварни се позовават на Закона за чистотата на бирата от 1516 г. За произхода и предварителната подготовка на съставките в закона не се споменава нищо, поради това, че тогава не се използват химически торове и изкуствени технологии за производство. Въвеждането на стандарти за производство на био бира е крачка напред в сравнение със Закона от 1516 г. и цели да гарантира съответствието на продукта със здравословните и безопасните изисквания за качество на храните.
Органичната бира прави своя дебют в САЩ в средата на 90-те години на XX век и оттогава търсенето и производството на био бира както в Северна Америка, така и в световен мащаб, непрекъснато расте. Към 2001 г. близо 1500 пивоварни в САЩ произвеждат органична бира.

## Изисквания и технология
През 1990 г. федералното правителството на САЩ установява стандарти за производство, преработка и сертификация на органични хранителни продукти със Закона за производство на органични хранителни продукти. Създаден е и Национален комитет по органични стандарти за разработване на ръководните принципи и процедури за регулиране на всички органични култури. През декември 2000 г. Министерството на селското стопанство на САЩ одобрява подробни правила за производство на органични хранителни продукти, които са в сила от 21 април 2001 г. В Европа био продуктите се произвеждат в съответствие със стандартите на Общоевропейското съглашение за органично производство на селскостопанска продукция, прието през 1991 г.
За производство на био бира могат да се използват само дрожди, зърно и хмел, произведени посредством екологично чисти методи и обработени от сертифицирани компании. Освен това цялата производствена верига, като се започне от фермите за производство на зърно, хмел и дрожди и се достигне до бутилките и кеговете, се контролира и проверява от специализирани държавни органи. Сертификацията се осъществява от правителствени учреждения или нарочни компании, имащи право да инспектират продукцията. В Германия наричат тези компании „станции за екологичен контрол“. В правомощията им е включено и издаване на сертификати на продуктите в потвърждение на това, че са направени от „екологично чисти суровини“.
Бирата, съответстваща на всички изисквания за сертификация като екологично чист продукт, може да носи европейска БИО-марка (BIO-Mark), на която съответства органичния сертификат на Службата по селско стопанство на САЩ – USDA organic. Американските и европейските екологични норми установяват строги стандарти относно това, кои продукти могат да се определят като органични, правилата за сертификация и нормите за производителите на екологично чисти продукти. Също така те определят пестицидите и химическите торове, които са разрешени за използване за отглеждане на екологично чисти суровини и материали. Забранено е използването на всякакви химически или модифицирани вещества в екологично чисти земи и около тях, като за избягване на замърсяването фермерите трябва да спазват минимални отстояния между органичните и обикновените ниви и полета, както и да документират зърнените култури, отглеждани преди това в територии, които сега се използват за отглеждане на екологично чисти суровини. Всяка произведена партида екологично чиста суровина за производство на био бира трябва да има надлежен сертификат за екологично чист продукт.
Производителите на био бира използват в производството зърно и хмел, произведени в екологично чисти райони. Забранено е използването на всякакви неорганични ингредиенти. Хмелът и ечемиченият малц не се обработват, като в ечемика не се добавят синтетични вещества, увеличаващи срока на съхранение на зърното.
В САЩ био бирата е известна като органична бира. Знакът „USDA-органично“ (USDA organic) означава, че продуктът съдържа не по-малко от 95 % органични съставки. Останалите 5 или по-малко % са ингредиенти, производството на които посредством органичен способ е невъзможно или изключително трудно. През 2007 г. няколко производители на органична бира в САЩ се обръщат към USDA с молба за смекчаване на изискванията, поради недостиг на натурален хмел за производство на органична бира и предвид нарасналото търсене на органична бира.

## Фестивал
Ежегодно в Портланд, САЩ, се провежда Северноамерикански фестивал на органичната бира (North American Organic Brewers Festival), на който водещи пивоварни представят своите органични бири.

## Галерия
- Hanöversch pilsener (Германия)
- Bios (Белгия)
- Nog Eentje Dubbel (Белгия)
- Brunehaut (Белгия)
- Cantillon geuze (Белгия)
- Modeste (Белгия)
- La Trappe Puur (Нидерландия)
- Schutzenberger (Франция)